# John Helier Le Rougetel
Sir John Helier Le Rougetel KCMG (* 19. Juni 1894 in Liverpool, England; † 13. Januar 1975) war ein britischer Diplomat.

## Leben
John Helier Le Rougetel studierte an der Rossall School and Magdalene College in Cambridge. Von 1944 bis 1946 war er Political Rept in Rumänien. Von 1946 bis 1950 war er Botschafter in Teheran. In seiner Amtszeit als Botschafter in Teheran war der nördliche Teil Persiens durch die Rote Armee besetzt. Ahmad Qavam hatte am 4. April 1946 in Moskau ein Abkommen unterzeichnet, das sowjetischen Unternehmen die Ausbeutung von Ölvorkommen im nördlichen Teil Persiens zusagte. Das Abkommen musste noch durch das Parlament in iranisches Recht umgesetzt werden. Der sowjetische Botschafter in Teheran war Iwan Sadchikow, er kam am 12. August 1946 nach Persien und warb für das Abkommen.
John Helier Le Rougetel hatte ob der in The Great Game getroffenen Verteilung der Einflusssphären (Norden: zu Russland, der Süden britisch) keine Einwände gegen das Abkommen. Dahingegen wollte US-Botschafter George V. Allen die Truman-Doktrin anwenden.
Helier amtierte vom 18. Mai 1950 bis 1951 als Botschafter in Brüssel. Vom 2. Oktober 1951 bis 2. Februar 1955 war er Hochkommissar in Südafrika.
| Vorgänger                                  | Amt                                             | Nachfolger         |
| ------------------------------------------ | ----------------------------------------------- | ------------------ |
| Reader Bullard                             | Britischer Botschafter in Teheran 1946–1950     | Francis Shepherd   |
| George William Rendel                      | Britischer Botschafter in Brüssel 1950–1951     | Christopher Warner |
| Evelyn Baring, 1. Baron Howick of Glendale | Britischer Hochkommissar in Südafrika 1951–1955 | Parzival Liesching |